# Springbok
Antidorcas marsupialis
Pour l’article homonyme, voir Équipe d'Afrique du Sud de rugby à XV.
Genre
Espèce
Statut de conservation UICN

 LC  : Préoccupation mineure
Répartition géographique
Le springbok (Antidorcas marsupialis) est une antilope sauteuse d'Afrique australe dont le nom afrikaans signifie : « spring » (sauteur, qui saute) et « bok » (bouc) ; ou euchore, gazelle à poche dorsale de par son aptitude à exécuter de grands bonds. En présence de prédateurs, l'espèce est en effet connue pour effectuer des sauts verticaux qui sont vraisemblablement un signal honnête de bonne santé.
Antidorcas marsupialis constitue la seule espèce du genre Antidorcas.
Il est un symbole très important en Afrique du Sud, il est aussi l'animal fétiche de l'équipe d'Afrique du Sud de rugby à XV.
L'animal est également présent en Namibie, au Botswana et en Angola.

## Morphologie
Les Springboks sont des animaux colorés (en 3 couleurs) et élancés. Ils ont une taille moyenne de 78 cm à l'épaule (selon la Réserve Africaine de Sigean), mais elle varie de 71 à 86 cm pour les plus grands individus, les mâles étant légèrement plus grands que les femelles. La longueur du corps est comprise entre 110 et 150 cm (130 cm en moyenne). Leurs poids varient de 25 à 40 kg (33 kg en moyenne) pour les femelles et de 32 à 48 kg (40 kg en moyenne) pour les mâles. Les cornes en S du mâle mesurent de 35 cm à 50 cm, les cornes de la femelle sont plus fines, plus droites et plus courtes. La queue mesure de 15 à 30 cm selon les individus.
Le springbok est de couleur fauve, une bande brune (marron ou noir selon les individus) traverse ses flancs, la face ventrale est blanche. Sa petite tête claire paraît maquillée ; une barre brune part de la base des cornes et traverse l'œil pour se terminer entre les naseaux et la bouche.
Il y a aussi des springboks tout noirs : ce sont en fait des cas de mélanisme, terme qui caractérise un changement de couleur du pelage virant au noir. Cela peut arriver aussi bien dans la nature qu'en captivité. Il existe aussi des springboks blancs, il s'agit alors d'un cas de leucisme.
Le Springbok est parfois confondu avec la Gazelle de Thomson qui est originaire d'Afrique de l'Est, à cause de leurs ressemblances physiques et notamment de leurs pelages. Cependant, il existe plusieurs moyens de différencier les deux espèces : outre la corpulence (le springbok est un peu plus grand) et la forme des cornes (la gazelle de Thomson a des cornes un peu plus droites et plus courtes chez la femelle), le springbok présente au-dessus de la queue une poche de poils blancs de forme triangulaire qui n'existe pas chez la gazelle de Thomson. Le springbok peut faire des sauts 2 fois plus longs que les siens. Cette dernière est aussi très douée pour le « stotting » (sorte de rebond), mais elle fait des bonds moins étendus et caractéristiques (dos arqué) que lui.

## Performances

### Vitesse et sauts
De forme élancée, le springbok est fin, léger avec de longues pattes fines et des sabots frêles, serrés et très pointus, idéaux pour la course. Alarmé, il saute jusqu'à deux mètres de hauteur. Son organisme est donc idéal pour la course ; il est doté d'un grand VO2max (volume d'oxygène inspiré à l'effort), ses poumons et son cœur sont très développés, ce qui lui permet d'être endurant à la course. L'animal peut atteindre 88 km/h à la course, en faisant l'un des animaux terrestres africains des plus rapides, après le Guépard mais devant l'Autruche, le Zèbre ou le Lion. Les springboks peuvent tenir une vitesse d'endurance de 40 à 50 km/h sur une distance de plusieurs kilomètres[réf. nécessaire].

### Résistance à la sécheresse
Le Springbok vit dans des régions chaudes et sèches, il doit donc économiser l'eau de son corps. Pour cela, son pelage coloré (fauve, brun, blanc) réfléchit les rayons du soleil, régulant ainsi sa température corporelle. Ses crottes sont très sèches et son urine très concentrée. Sa tête est munie de son propre système de refroidissement : des centaines de petites artères se trouvent près des voies respiratoires. L'air inspiré par l'animal refroidit sa paroi nasale, ce qui rafraîchit son sang acheminé par les petites artères. Celles-ci se rassemblent en un seul vaisseau sanguin qui irrigue directement le cerveau. Sans un tel système, la gazelle ne pourrait tout simplement pas survivre.

## Répartition
Bassin du Kalahari (Ouest de l'Afrique du Sud, Namibie, Botswana, Angola). Le Springbok est la seule gazelle d'Afrique du Sud et d'Afrique Australe.

## Habitat
Le Springbok peut vivre dans les déserts de sable chauds et arides, comme le Kalahari et le Namib, les semi-déserts, les steppes et les savanes herbeuses. Parfois, il fréquente aussi les savanes arborées ainsi que les collines. Il est assez versatile au niveau des biotopes. Les couleurs des springboks, nous rappellent et se fondent dans les couleurs rouges de la région du Karoo en Afrique du sud.

## Régime alimentaire
Ruminant, herbivore, il se nourrit de diverses graminées (herbes), feuilles des buissons et dans les régions chaudes de fruits, racines et plantes quelquefois même toxiques pour d'autres herbivores. Parfois, il peut se passer d'eau pendant un temps considérable, pour peu que sa nourriture comprenne au moins 3 % d'eau. Pendant la saison sèche, il creuse le sol pour trouver des racines et des bulbes. Il lèche les sels minéraux régulièrement.

## Reproduction

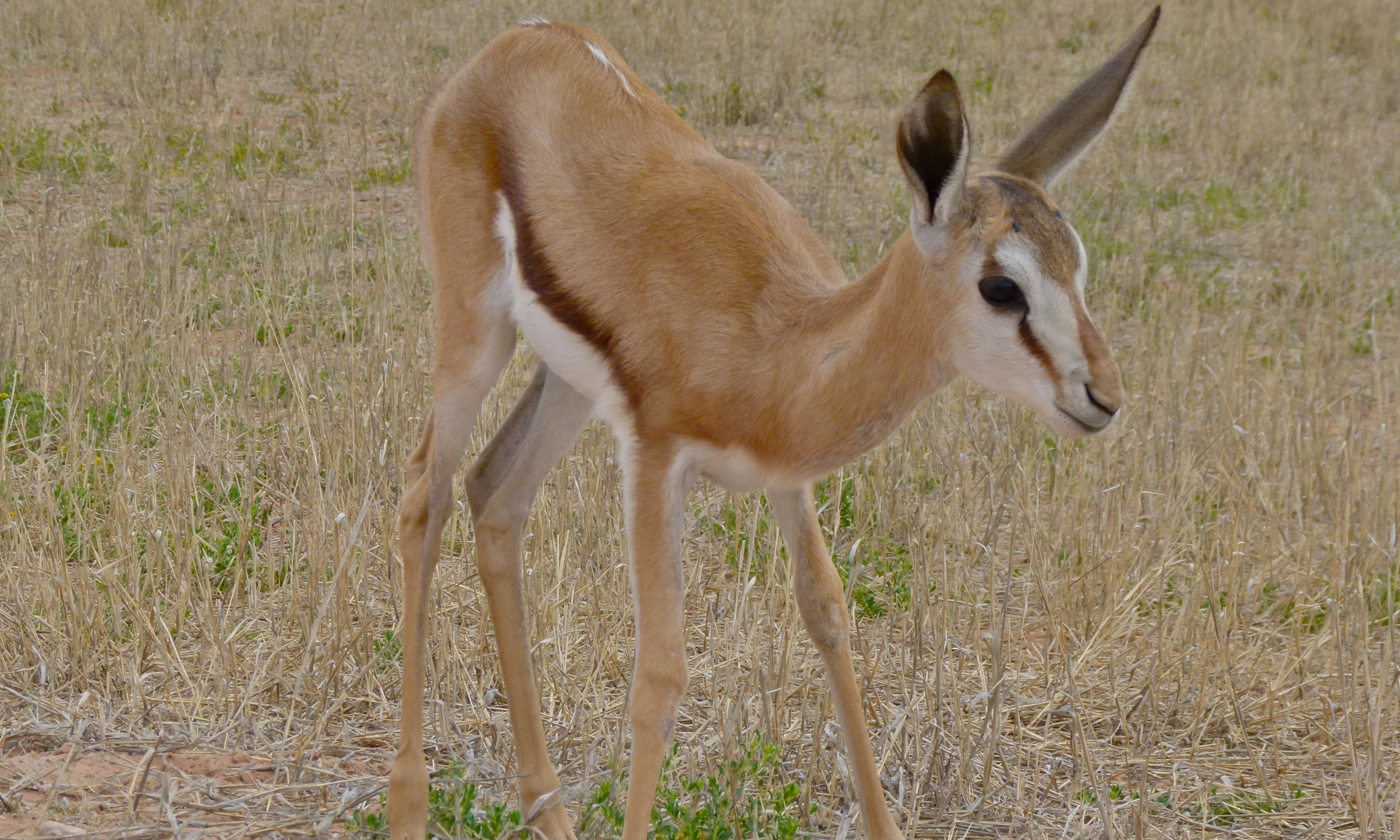
Jeune springbok.

Les mâles se battent pour les femelles, le vainqueur règne sur une harde de femelles.
La gestation dure cinq mois et demi au bout desquels naît un seul petit, parfois deux. Il est possible que certaines femelles aient deux portées par an. La maturité sexuelle arrive entre 12 et 18 mois.

## Comportement
Il présente de l'arrière du dos à la base de la queue une poche qui contient des poils blancs érectiles. Lorsqu'il est effrayé ou excité, la poche s'ouvre et laisse apparaître une crête de poils blancs, qui, associée à ses bonds, préviendra les autres springboks d'un éventuel danger.
Les Springboks vivent en troupeaux composés de femelles et de jeunes sous la surveillance d'un mâle territorial, mais en dehors de la période de reproduction, les mâles et les femelles se mélangent entre eux, notamment au moment de la migration.

## Prédateurs
Son principal prédateur est le guépard, le seul à pouvoir rivaliser en vitesse. Vif, très agile et extrêmement rapide à la course, le springbok peut faire des sauts extraordinaires tel un ressort, généralement cinq ou six bonds à la suite, les quatre pattes raides tendues, sa crête dorsale triangulaire garnie de poils blancs déployée (celle-ci étant indépendante). Il peut aussi bondir au loin (en longueur) 6 mètres en général et aller jusqu'à 15 mètres parfois. Ses sens sont également bien développés.
Le guépard est plus rapide que lui, mais le springbok peut tenir sa vitesse de pointe, sur une plus longue distance. Seule une chasse sur 5 est couronnée de succès pour le guépard lorsqu'il chasse le springbok.
Le babouin peut aussi facilement s'attaquer à un jeune faon ou même à un adulte blessé ou malade.
Les springboks adultes en bonnes conditions physiques sont trop rapides et agiles pour être la proie des lions, lycaons, hyènes, léopards, mais ces prédateurs peuvent s'attaquer aux individus faibles et aux jeunes springboks (faons) qui n'ont pas encore la vitesse de course des adultes. Les jeunes peuvent être aussi la proie des chacals et des aigles.

## Longévité
Dix ans dans la nature et jusqu'à 17 ans en captivité avec un record de 19 ans.

## Statut - conservation
Aujourd'hui, le Springbok est l'antilope ou la gazelle la plus abondante, grâce aux nombreux parcs nationaux et réserves sud-africaines. D'après la liste rouge de l'UICN, sa population est en augmentation, en 2010, elle est estimée à 2,5 millions d'individus, en 1989 sa population était déjà remontée à 600 000 individus, c'est dire que sa population n'a fait qu'augmenter au cours des 20 dernières années. Autrefois, au cours du XVIIIe siècle, ils formaient d'immenses troupeaux de plusieurs millions d'individus dans les savanes et les semi-déserts d’Afrique du Sud et du Sud-Ouest, ils avaient l'habitude d'être très répandus, en formant certains des plus grands troupeaux de mammifères jamais observés, mais ils ont failli disparaître au XIXe siècle à cause de la chasse massive par les Européens. Aujourd’hui, l'espèce n'est plus menacée et a retrouvé sa distribution géographique originelle. Toutefois, le Springbok continue d'être chassé par l'homme pour la qualité de sa viande, sa peau et son trophée (cornes), mais sa chasse est toutefois contrôlée. Ces animaux sont aussi recherchés par les fermiers, car ils sont peu coûteux au niveau de l'entretien, faciles à trouver, robustes (peuvent vivre sur des terres arides) et fournissant une viande de qualité (mais sans graisses) qui se vend toujours bien. Les sud-Africains, admirent cet animal pour sa beauté, sa sportivité et sa population croissante qui a su remonter au cours du XXe siècle et XXIe siècle.

En 2016, d'après la Liste rouge de l'UICN, sa population serait entre 1,4 million et 1,75 million d'individus matures.

## Migration
En période de sécheresse, ils se déplacent en grands troupeaux accompagnés de zèbres, de bubales, de gnous, d'oryx gazelle et d'autruches en quête de pâturages.

## Symbole
Le Springbok est utilisé comme symbole sportifs dès 1906 par l'équipe d'Afrique du Sud de rugby à XV, puis par les différentes équipes sportives (comme le cricket). Mais ce symbole est ensuite considéré, ainsi que par les équipes nationales, comme étant une marque de l'apartheid. Le Congrès national africain (CNA), le parti politique de Nelson Mandela, souhaite alors unifier les équipes nationales en introduisant la fleur de la plante Protea (Protea cynaroides) comme symbole national, aux dépens du springbok devenu symbole de l'apartheid. Jusqu'en 2008, les deux symboles cohabitent sur le maillot sud-africain de rugby (l'équipe de cricket ayant délaissé le Springbok en 1992) en un unique logo. En 2008, l'Union sud-africaine de rugby (SARU) sépare les deux symboles, mais en les conservant tous deux sur le maillot, le Springbok sur la poitrine droite et la Protea sur la poitrine gauche.
Les joueurs internationaux de l'équipe d'Afrique du Sud de rugby à XV restent surnommés les Springboks, les moins de 20 ans, les Baby boks ou Junior boks (en référence à leurs âges) et l'équipe d'Afrique du Sud de rugby à sept, les « Springbok Sevens », est surnommée les Biltzboks.
« SPRINGBOK » est l’indicatif d’appel des aéronefs de la compagnie aérienne South African Airways.

## Sous-espèces
Il y a trois sous-espèces de Springboks :
- Antidorcas marsupialis angolensis.
- Antidorcas marsupialis hofmeyri.
- Antidorcas marsupialis marsupialis.

## Photographies

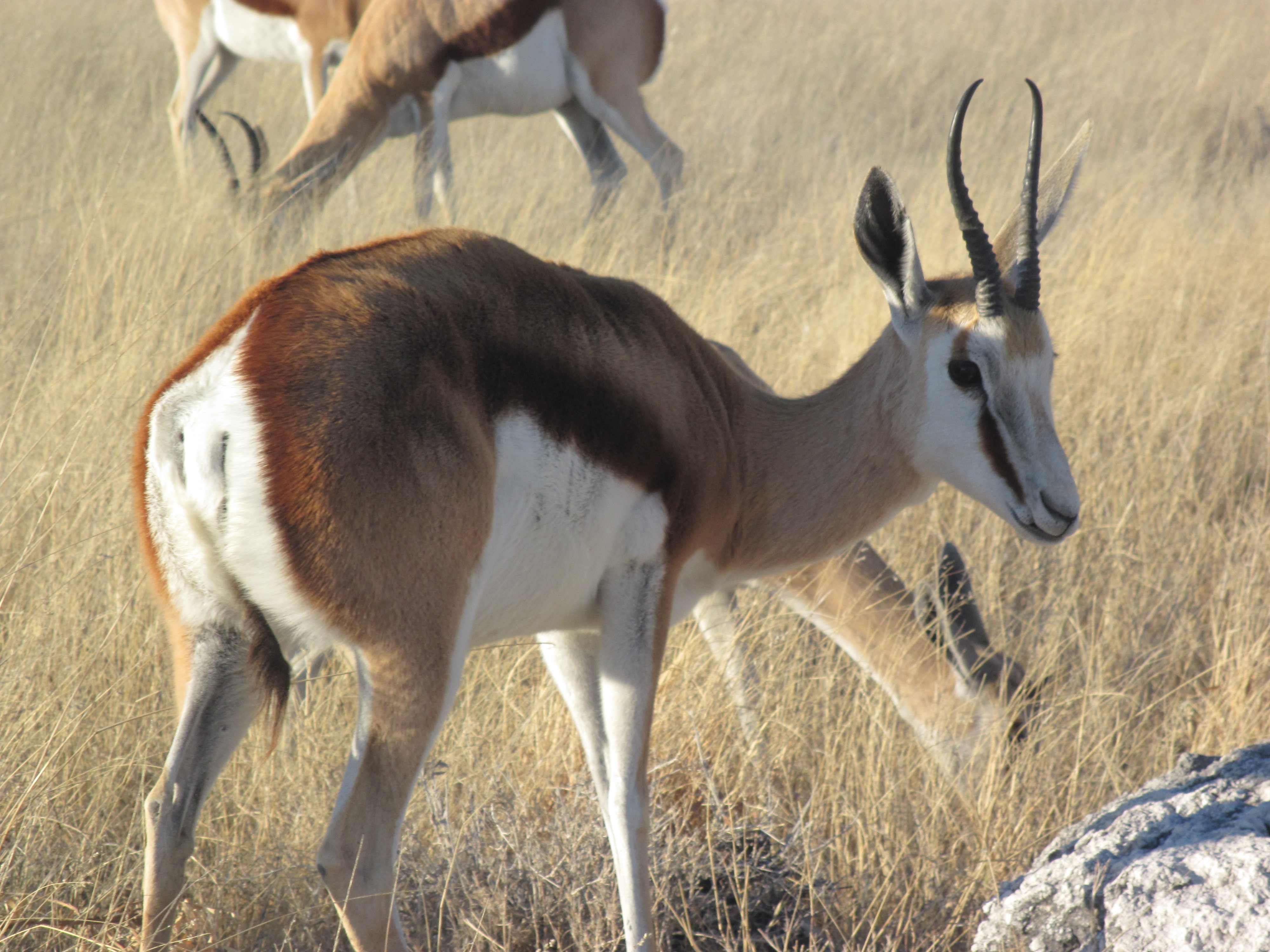
Springboks en Namibie.
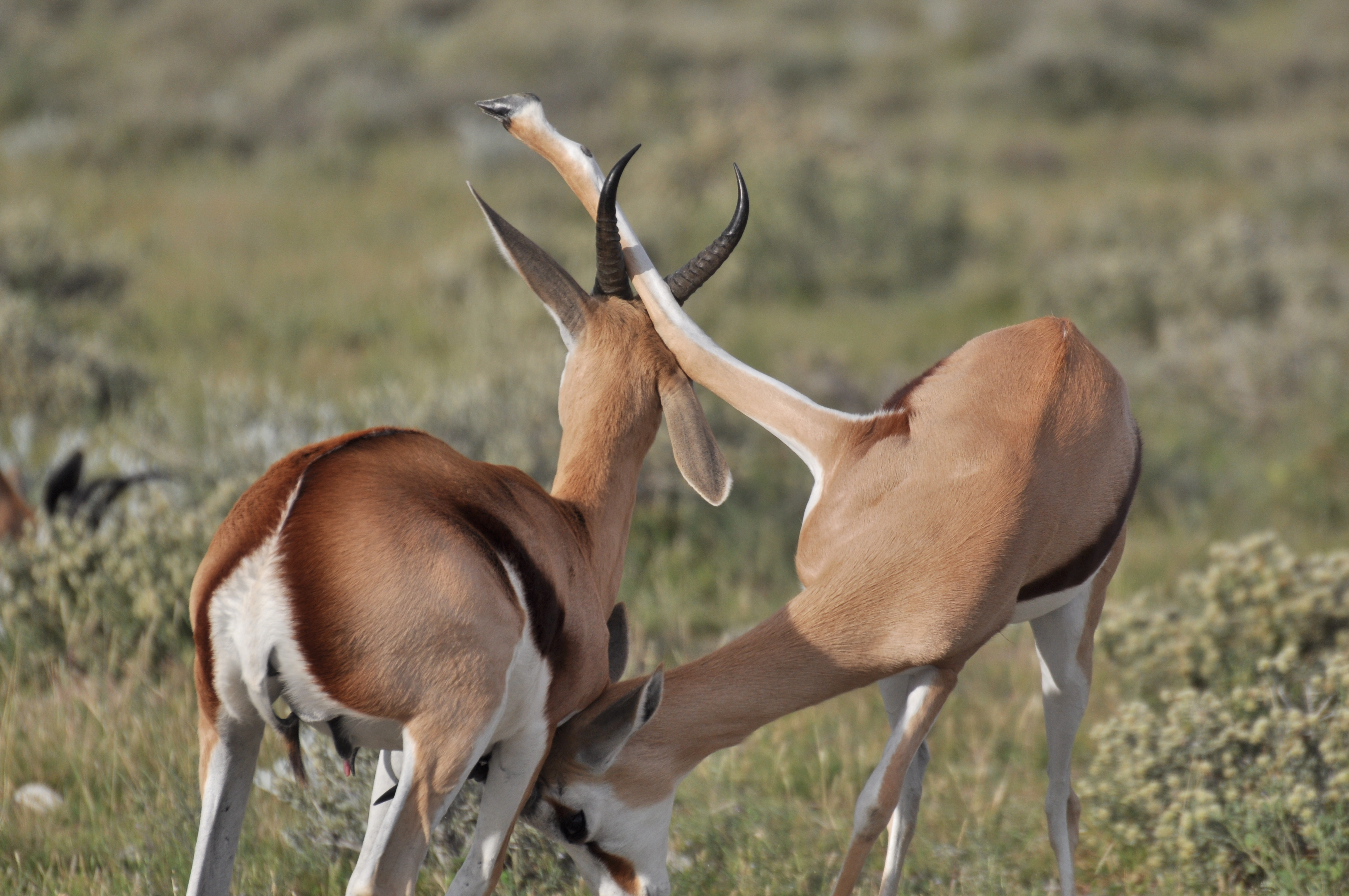
Combats de springboks.
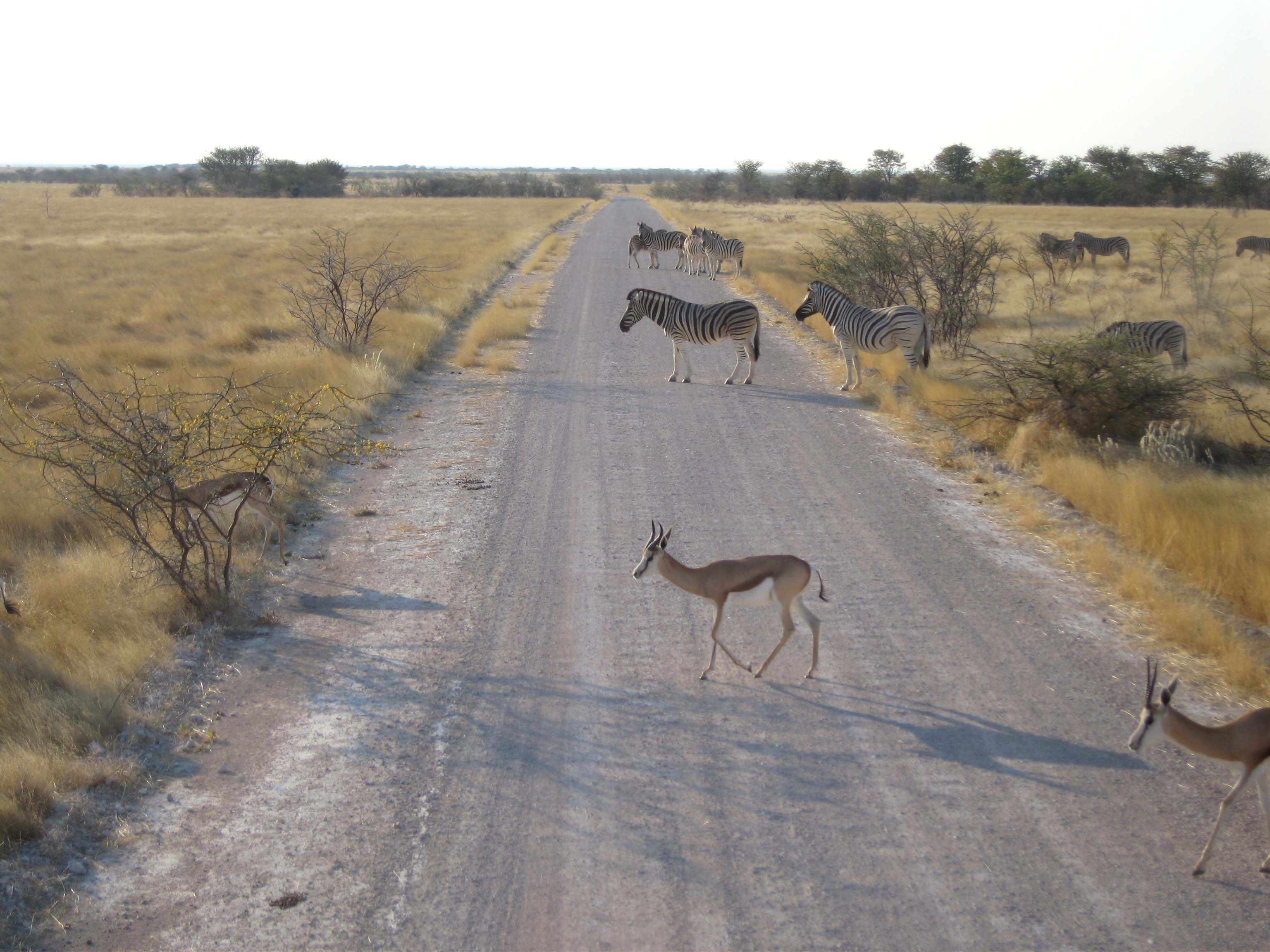
Springboks et zèbres sur une piste d'Etosha.
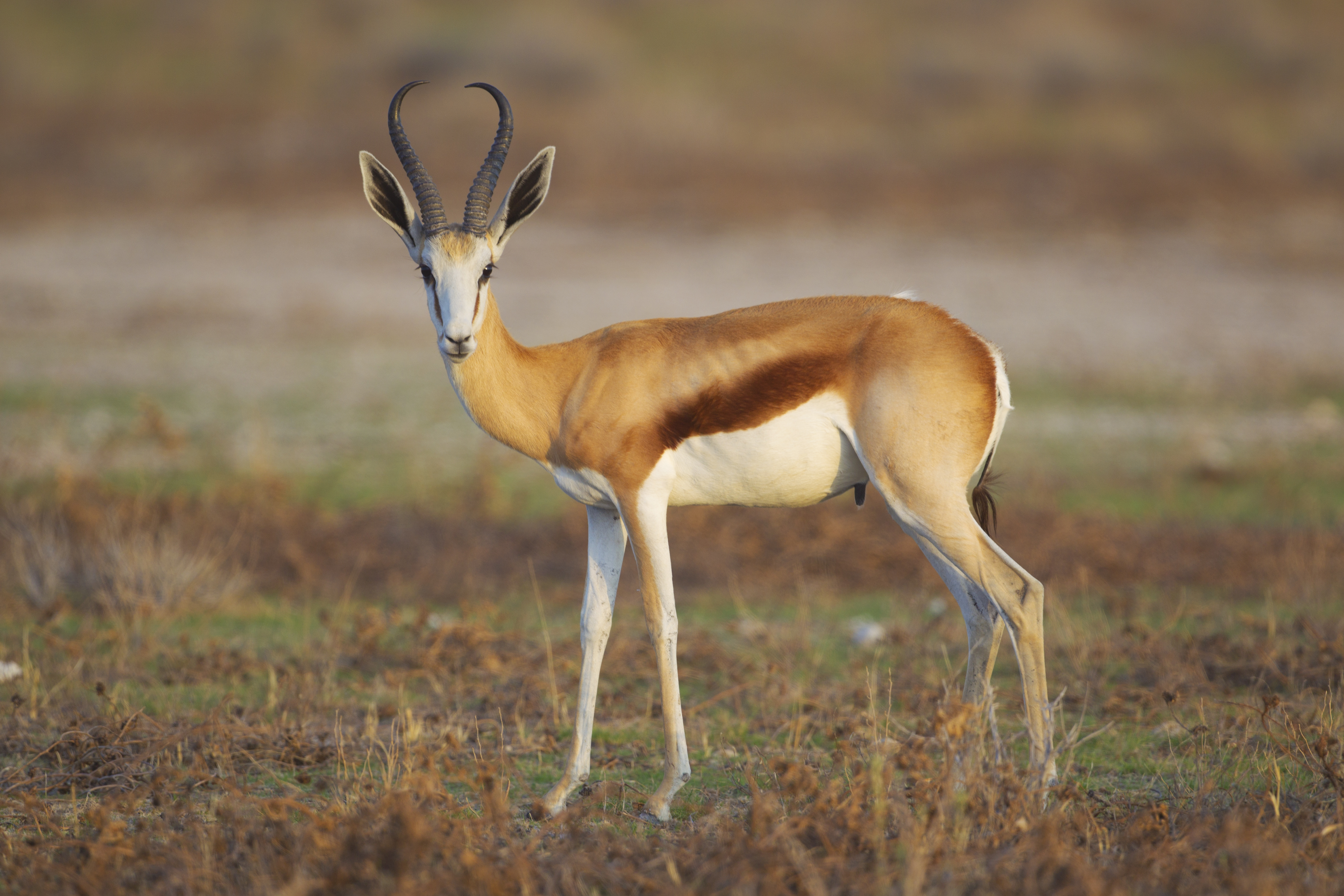
Springbok mâle, à Etosha.
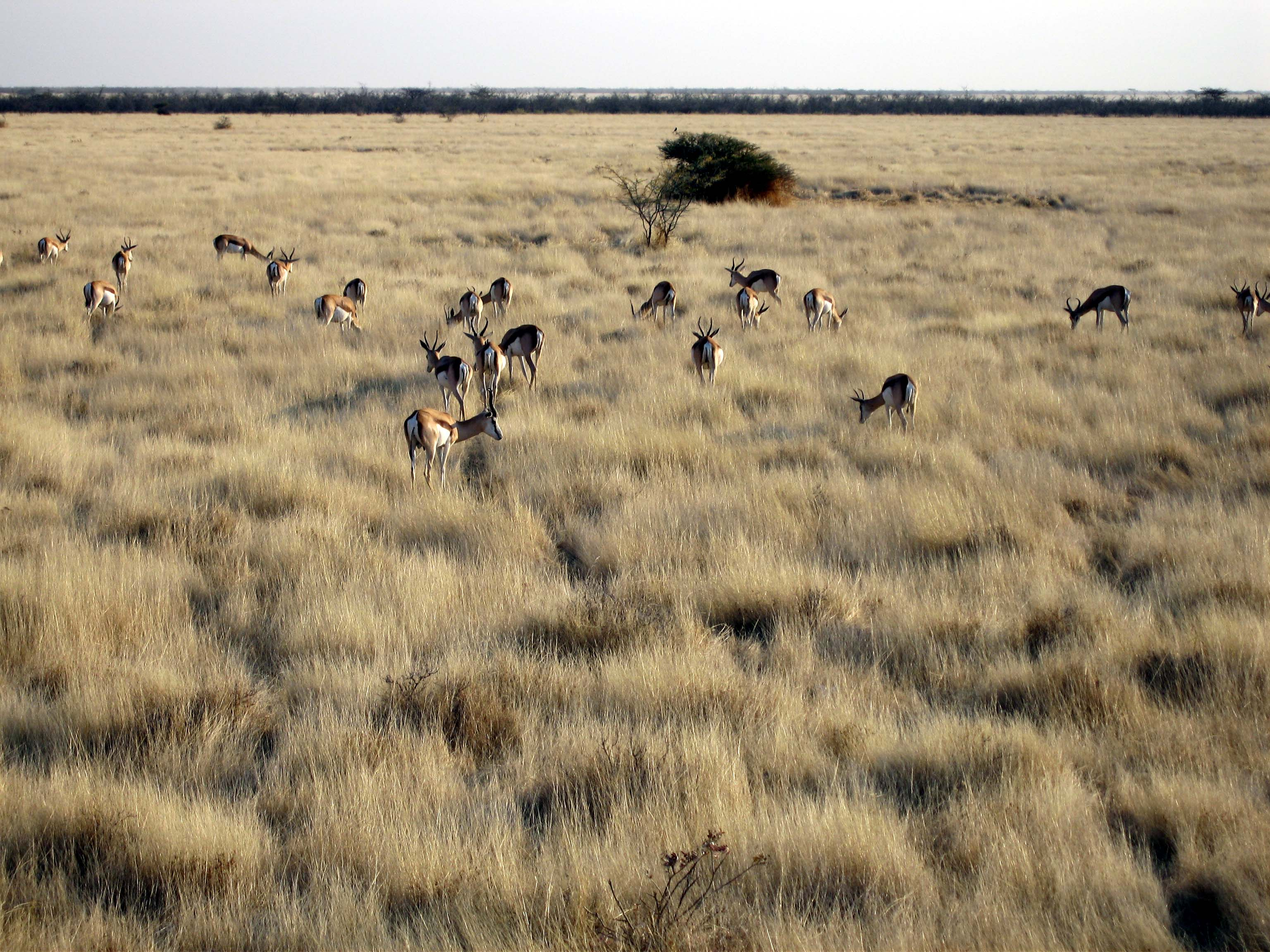
Springboks dans la savane d'Etosha.
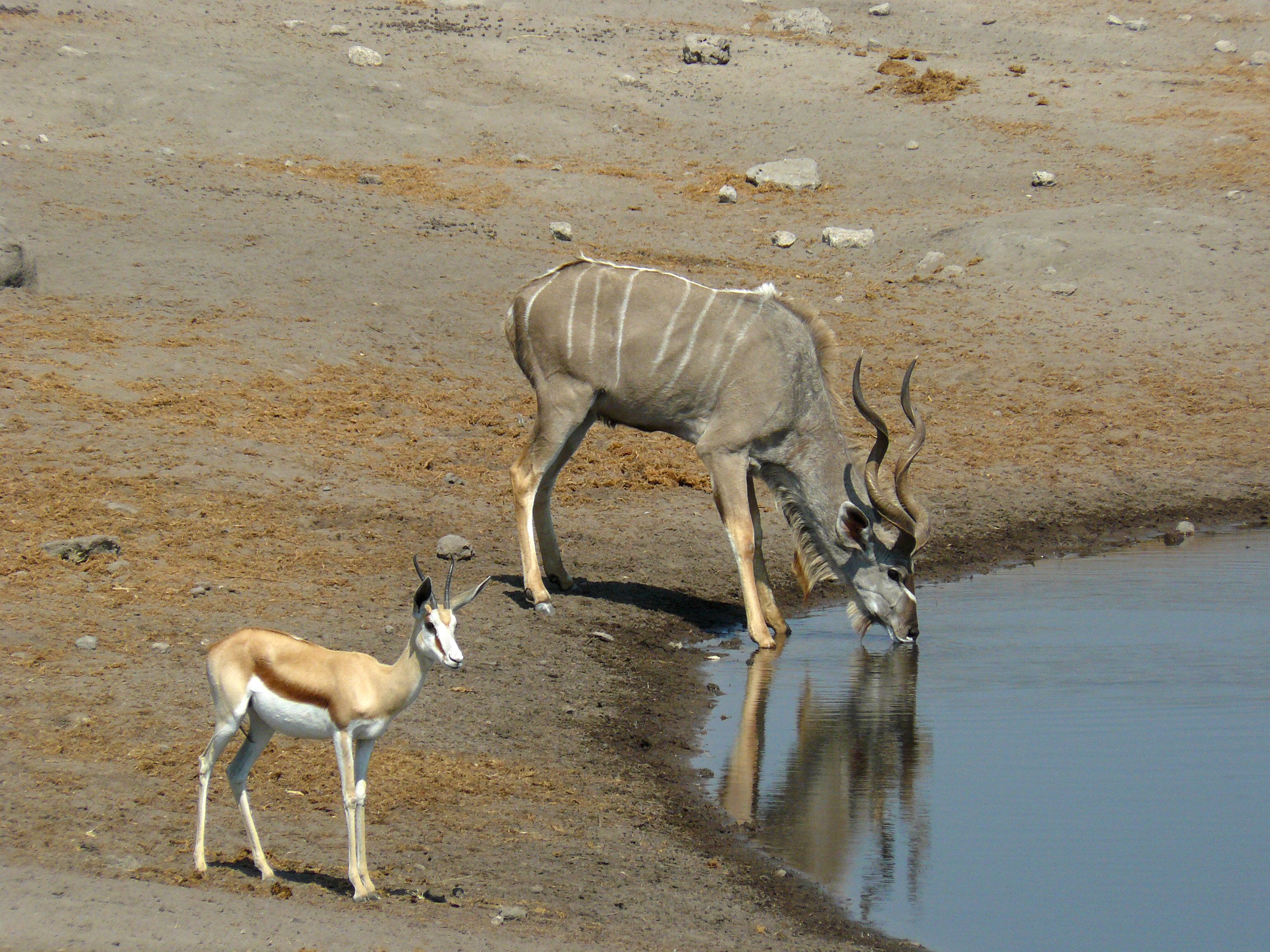
Springbok femelle et grand koudou mâle dans le parc d'Etosha en Namibie.
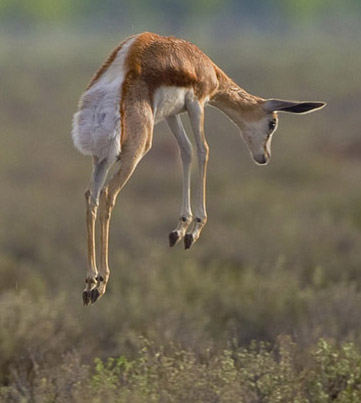
Jeune springbok, saut caractéristique de l'espèce.
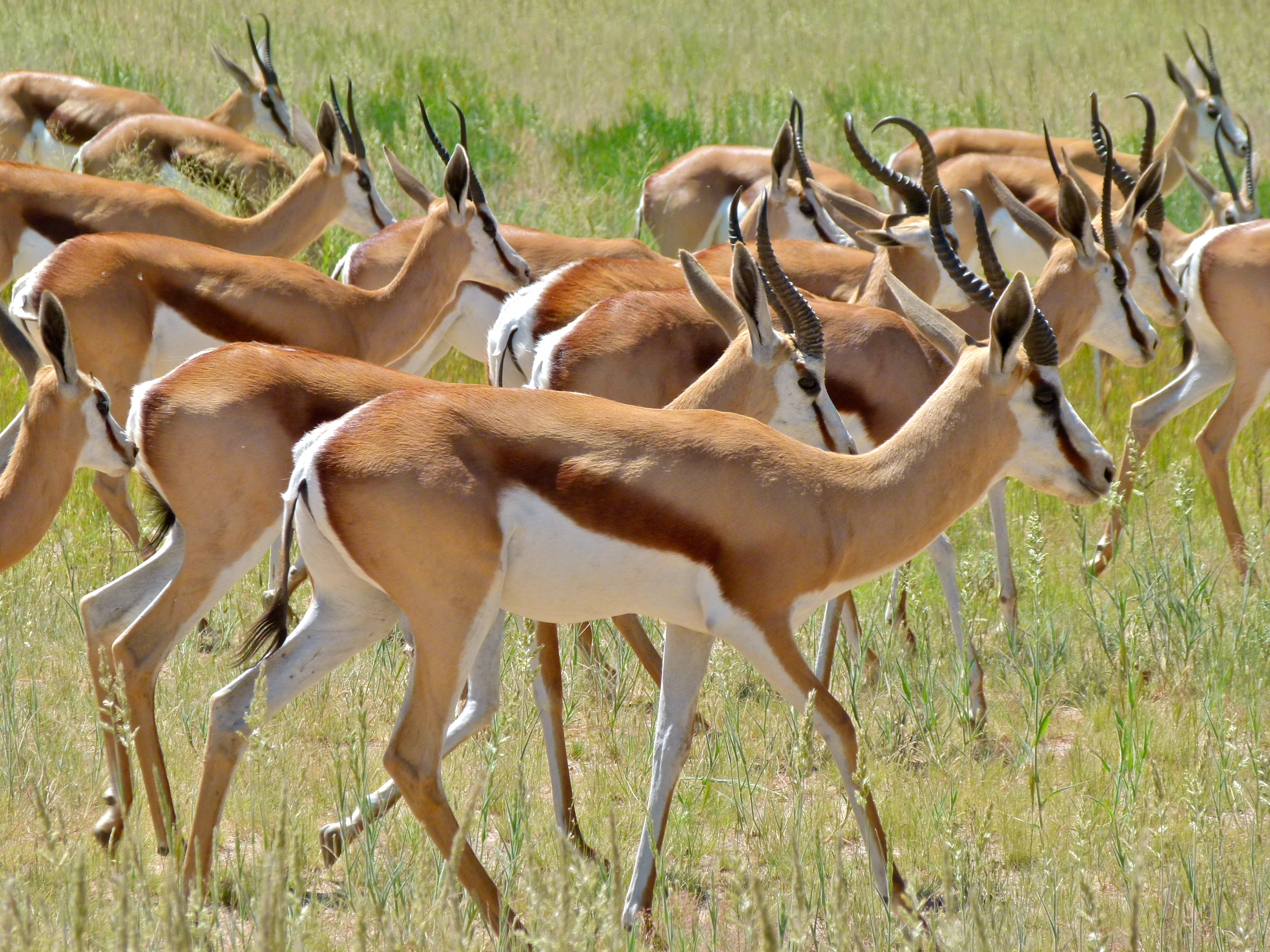
Springboks (Parc transfrontalier de Kgalagadi, Afrique du Sud).
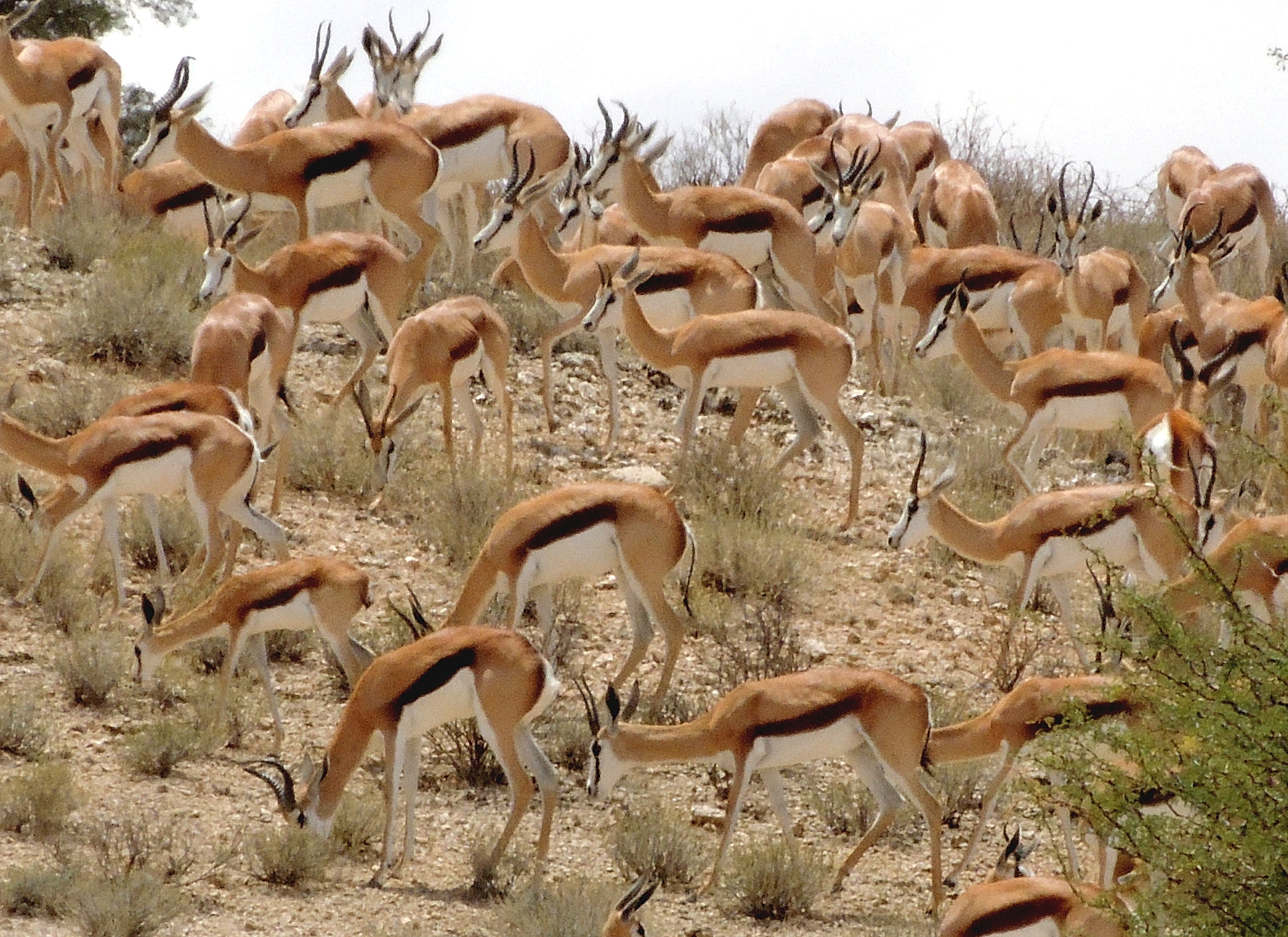
Springboks au parc Kgalagadi en Afrique du Sud

## Captivité
Il est assez représenté en captivité, notamment en Europe (plus de 20 parcs) et en Amérique. Les parcs zoologiques présentent généralement les springboks en semi-liberté dans le cadre d'une « savane africaine », pour que les animaux conservent des comportements naturels. En France, 6 parcs zoologiques présentent des Springboks et des naissances sont recensées chaque année dans les parcs de Sigean, Le Pal et Beauval :
- Réserve africaine de Sigean[11].
- ZooParc de Beauval[12].
- Parc animalier de La Barben[13],[14].
- Parc d'attractions et zoologique Le Pal[15].
- Parc zoologique du Thoiry ZooSafari.
- Zoo du Bassin d'Arcachon.

À la Réserve Africaine de Sigean, il y a eu 18 naissances en 2019, alors que le parc animalier de La Barben et le zoo du bassin D'Arcachon, présente cette espèce, en groupe de mâles célibataires.
Le zoo de Planète sauvage, ne présente plus de springboks depuis 2017. À l'époque les parcs de Vincennes à Paris (l'ancien parc) et le zoo de Fréjus (jusqu'en 2007-2008) présentait des Springboks.
Le springbok n'est pas si courant en captivité, à cause de leurs grands bonds, comme l'impala, le koudou ou le cobe de mrs gray, ils peuvent sauter de hautes clôtures et sont très agiles. Les zoos préfèrent des espèces plus calmes comme le blesbok ou damalisque à front blanc, l'addax ou l'oryx, qui ne sont pas des très bon sauteur par exemple.
Cette espèce supportent mal les régions trop humides, vivant en semi-déserts arides, il aime la chaleur la journée, et le froid la nuit, mais supporte mal les trop grands taux d'humidité.